# Tia (Galactik Football)
Tia es un personaje de la serie de televisión francesa Galactik Football.

## Argumento
Tia es uno de los principales protagonistas de Galactik Football. Ella es la atacante del equipo de Galactik Football los Snow Kids, y es la primera persona que ha desarrollado el Aliento de Akillian en más de 15 años. Ella es el interés amoroso de Rocket. En la temporada 3, se convierte en el capitán de los Snow Kids.